# Sweet/Vicious
Sweet/Vicious je americký dramatický televizní seriál, jehož autorkou je Jennifer Kaytin Robinson. Premiérově byl vysílán v letech 2016–2017 na stanici MTV, kdy vznikla jedna řada s 10 díly. V hlavních rolích dvou kamarádek se představily Eliza Bennett a Taylor Dearden.

## Příběh
Jules a Ophelia jsou studentkami na Darlingtonské univerzitě v malém fiktivním městě Westport v Nové Anglii. Zatímco Jules je typickou „dokonalou“ členkou jednoho z univerzitních sesterstev, volnomyšlenkářská a rebelská hackerka Ophelia prodává v areálu školy marihuanu, pracuje v obchodě s gramofonovými deskami, který vede její kamarád Harris, a snaží se prolézt jednotlivými ročníky. Jednoho dne však zjistí, že ve školním kampusu řádí maskovaný útočník, který napadá studenty – chlapce, kteří byli dívkami označeni za násilníky. Dokáže vypátrat, že tím neznámým je Jules a začnou spolupracovat.

## Obsazení
- Eliza Bennett jako Jules Thomas
- Taylor Dearden jako Ophelia Mayer
- Brandon Mychal Smith jako Harris James
- Nick Fink jako Tyler Finn